# Штајнхаген (Вестфален)
Штајнхаген (њем. Steinhagen) општина је у њемачкој савезној држави Северна Рајна-Вестфалија. Једно је од 11 општинских средишта округа Гитерсло. Према процјени из 2010. у општини је живјело 19.936 становника. Посједује регионалну шифру (AGS) 5754040, NUTS (DEA42) и LOCODE (DE SGN) код.

## Географски и демографски подаци
Штајнхаген се налази у савезној држави Северна Рајна-Вестфалија у округу Гитерсло. Општина се налази на надморској висини од 99 метара. Површина општине износи 56,2 km². У самом мјесту је, према процјени из 2010. године, живјело 19.936 становника. Просјечна густина становништва износи 355 становника/km².

## Међународна сарадња
| Мјесто   | Држава    | Врста сарадње | Од    |
| -------- | --------- | ------------- | ----- |
| Вурден   | Холандија | партнерство   | 1972. |
| Фивицано | Италија   | партнерство   | 1988. |
| Извор    |           |               |       |